# Bleckplåt

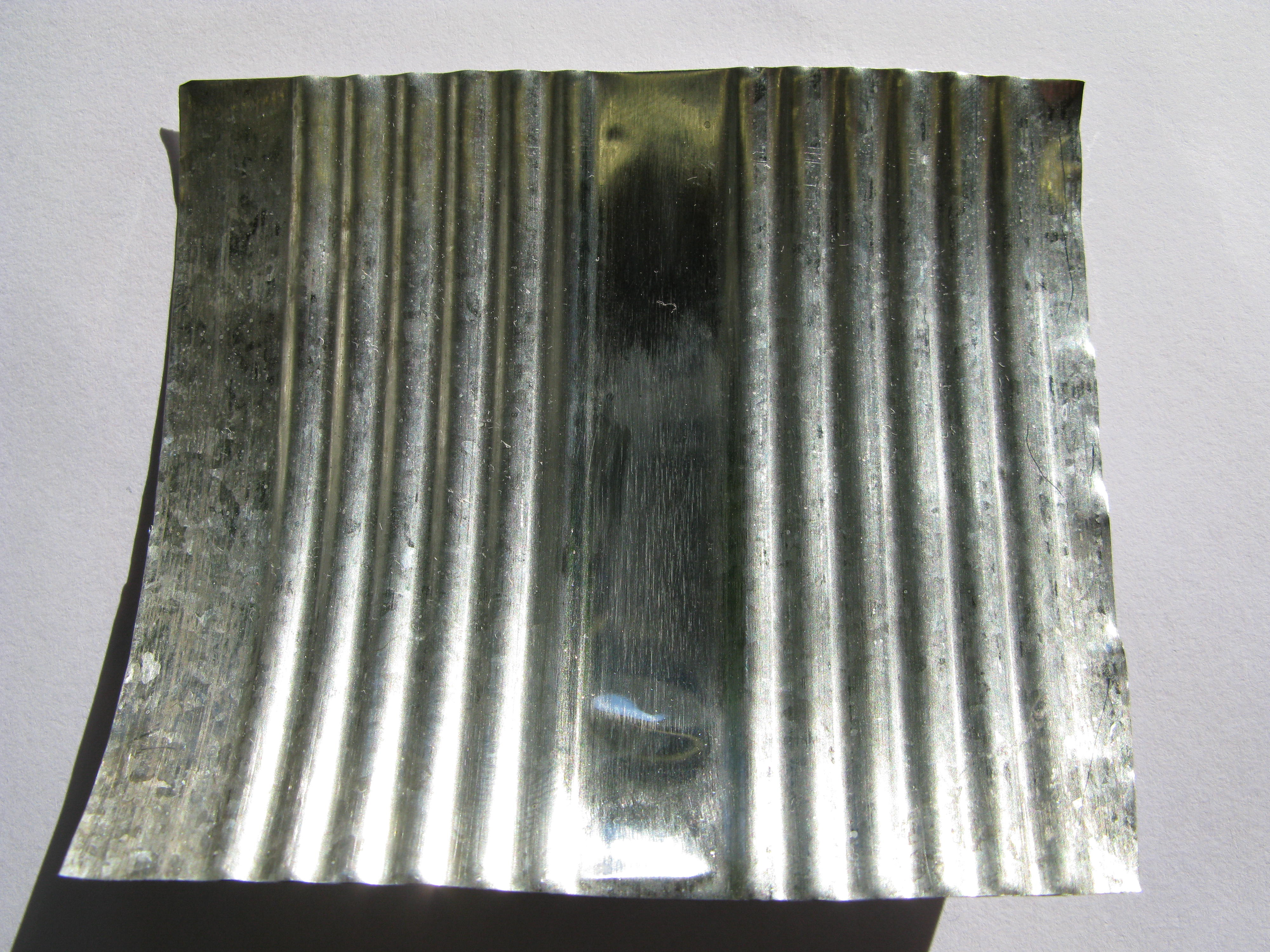
Insidan av en plåtburk gjord av bleckplåt.

Bleckplåt består av en tunn stålplåt, som är förtennad. Förtenningen skapar en skyddande yta som förhindrar att stålet rostar. Därför passar denna plåt bra till husgeråd och var tidigare vanligt förekommande. Bleckplåt kallas även ibland för vitplåt.
Bleckplåten introducerades på 1600-talet.
Ordet bleckplåt kommer från medellågtyskan där det betydde "blänkande/glänsande".
Idag är det mera vanligt med rostfri plåt samt med galvaniserad plåt, som istället för tenn använder zink. Det är billigare att framställa, men är giftigare och därför inte lämpligt för husgeråd. Konservburkar är därför oftast gjorda av bleckplåt.